# Kimberly Beck
Kimberly Beck (n.  ?) este o actriță americană.
Beck și-a început cariera în filme precum Massacre at Central High, Roller Boogie și Friday the 13th: The Final Chapter. Alte apariții notabile TV includ: Capitol (în rolul Kimberly Beck-Hilton), Fantasy Island, Westwind, Dynasty, Lucas Tanner și Peyton Place. De asemenea, a jucat într-un pilot pentru Eight Is Enough în rolul lui Nancy Bradford. Toată lumea spune că a apărut în mai mult de șaizeci de seriale. Una dintre cele mai notabile apariții ale ei a fost în Buck Rogers în secolul 25 ca Alison Michaels.